# Kormidelní tyč

Princip činnosti.

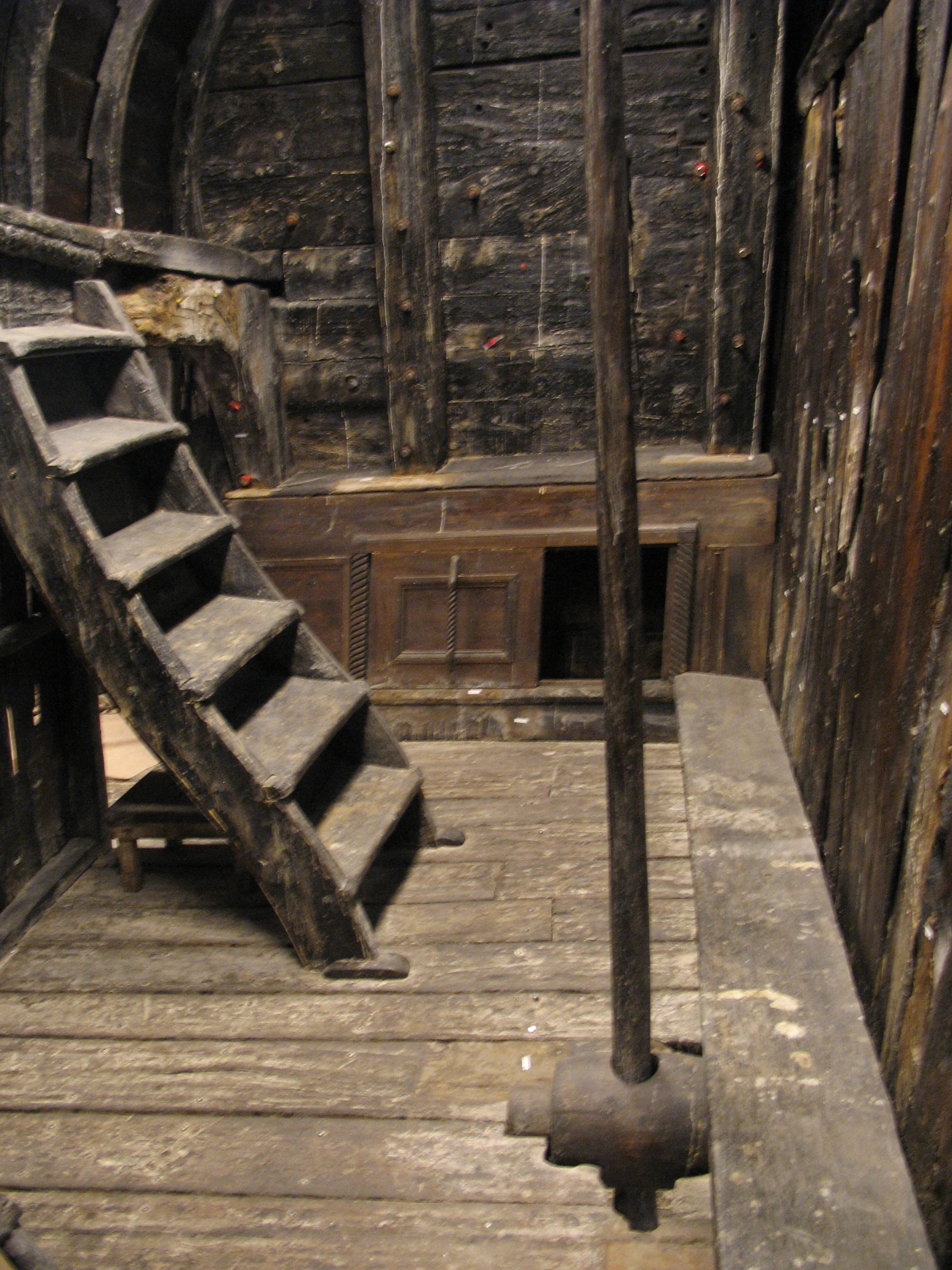
Kormidelní tyč v podpalubí lodi Vasa.

Kormidelní tyč je zařízení, které bylo užíváno k ovládání kormidla na větších plachetních lodích stavěných Evropě v dobách 16. a 17. století. Její vznik a použití spadá mezi období, kdy byly lodě kormidlovány přímo kormidelní pákou, a vynálezem a rozšířením kormidelního kola.
Do 16. století byla většina plachetnic dostatečně malých rozměrů na to, aby je mohl kormidlovat jednotlivec pomocí kormidelní páky přímo napojené na kormidlo. Se zvětšováním rozměrů lodí a nárůstem počtu jejich palub však začala vyvstávat potřeba kormidelního zařízení, kterým by mohla být z horní paluby ovládána kormidelní páka, umístěná často více než jednu palubu pod horní palubou.
Řešením se stala dlouhá tyč, pomocí kloubové objímky spojená s přední částí kormidelní páky, procházející nitrem lodi vzhůru k palubě, k níž byla čepem pohyblivě připojena v takzvané kolébce tak, že mohla být vychylována do stran. Stanoviště kormidelníka stále ještě často nebylo na horní palubě, ale měl možnost výhledu na ni a na oplachtění štěrbinou či průzorem v palubě nad ním.
Pohyb tyče na jednu stranu pak byl v opačném směru přenášen na kormidelní páku (která byla podepřena velmi silným trámem, pobitým kovem a pokrytým vrstvou tuku a mýdla, aby bylo minimalizováno tření), a tím vychyloval kormidlo. Mohlo být dosaženo výchylky až 20°, ačkoliv pravděpodobnější se jeví spíše výchylky mezi 5° až 10°.
Toto uspořádání znamenalo, že kormidelník měl velmi malý rozsah kontroly nad pohybem kormidelní páky (nikoliv více než 15° na obě strany) a kormidlovat pak musel buď s velmi omezeným výhledem na plachty, anebo někdy zcela v závislosti na pokynech důstojníka velícího plavbě.
Při ovládání lodi pak bylo nutno klást důraz na manévrování za pomoci plachet, což bylo nepřesné a záviselo na rozmarech větru. Pokud byl nutný ostřejší obrat kormidla, nebo za bouřlivějšího počasí, muselo být kormidlo ovládáno za pomoci lan spojených soustavou kladek.